# صادق أباد (فلاورجان)
صادق أباد (بالفارسية: صادق‌آباد) هي قرية تقع في قسم غركن الشمالي الريفي (مقاطعة فلاورجان) في إيران. يقدر عدد سكانها بـ 290 نسمة .